# Luca De Aliprandini
Luca De Aliprandini (Cles, 1 september 1990) is een Italiaanse alpineskiër. Hij vertegenwoordigde zijn vaderland op de Olympische Winterspelen 2014 in Sotsji en op de Olympische Winterspelen 2018 in Pyeongchang.

## Carrière
De Aliprandini maakte zijn wereldbekerdebuut in oktober 2011 in Sölden. In december 2012 scoorde de Italiaan in Alta Badia zijn eerste wereldbekerpunten. In december 2013 behaalde hij in Val-d'Isère zijn eerste toptienklassering in een wereldbekerwedstrijd. Tijdens de Olympische Winterspelen van 2014 in Sotsji eindigde De Aliprandini als elfde op de reuzenslalom.
Tijdens de Olympische Winterspelen van 2018 in Pyeongchang werd de Italiaan gediskwalificeerd op de reuzenslalom.
Op de wereldkampioenschappen alpineskiën 2019 in Åre eindigde hij als twintigste op de reuzenslalom. In Cortina d'Ampezzo nam De Aliprandini deel aan de wereldkampioenschappen alpineskiën 2021. Op dit toernooi veroverde hij de zilveren medaille op de reuzenslalom, daarnaast eindigde hij als vijfde op de parallelslalom en eindigde hij samen met Lara Della Mea, Laura Pirovano en Giovanni Borsotti op de achtste plaats.

## Resultaten

### Olympische Winterspelen
| Jaar | Plaats      | Resultaten                           |
| ---- | ----------- | ------------------------------------ |
| 2014 | Sotsji      | 11e Reuzenslalom                     |
| 2018 | Pyeongchang | DSQ1 Reuzenslalom                    |
| 2022 | Peking      | 8e Landenwedstrijd DNF2 Reuzenslalom |

### Wereldkampioenschappen
| Jaar | Plaats             | Resultaten                                            |
| ---- | ------------------ | ----------------------------------------------------- |
| 2019 | Åre                | 20e Reuzenslalom                                      |
| 2021 | Cortina d'Ampezzo  | Reuzenslalom · 5e Parallelslalom · 8e Landenwedstrijd |
| 2023 | Courchevel-Méribel | 8e Parallel 14e Reuzenslalom                          |
| 2025 | Saalbach           | 9e Reuzenslalom                                       |

### Wereldbeker
Eindklasseringen
| Seizoen   | Algm | RS  | SG  | PAR | SC |
| --------- | ---- | --- | --- | --- | -- |
| 2012/2013 | 103e | 35e | –   |     | –  |
| 2013/2014 | 54e  | 19e | 49e | –   |    |
|           |      |     |     |     |    |
| 2015/2016 | 88e  | 31e | 62e | –   |    |
| 2016/2017 | 41e  | 11e | 35e | 41e |    |
| 2017/2018 | 49e  | 16e | 45e | 32e |    |
| 2018/2019 | 47e  | 15e | –   | –   |    |
| 2019/2020 | 41e  | 13e | –   | 21e | –  |
| 2020/2021 | 36e  | 11e | –   | –   |    |
| 2021/2022 | 27e  | 6e  | –   | –   |    |
| 2022/2023 | 59e  | 16e | –   |     |    |
| 2023/2024 | 50e  | 17e | –   |     |    |
| 2024/2025 | 38e  | 10e | –   |     |    |